# Aérodrome de Tete-Chingozi
L'aérodrome de Chingozi (ou Matundo) est un aéroport de Tete, Mozambique (code IATA : TET • code OACI : FQTT).

## Situation
| Île Bazaruto Beira Chimoio Inhambane Lichinga Nacala Nampula Pemba Quélimane Tete-Chingozi Vilanculos Maputo |

## Statistiques
Pour des raisons techniques, il est temporairement impossible d'afficher le graphique qui aurait dû être présenté ici.

Voir la requête brute et les sources sur Wikidata.

## Compagnies aériennes et destinations
| Compagnies              | Destinations                                                                    |
| ----------------------- | ------------------------------------------------------------------------------- |
| Airlink                 | Johannesbourg OR Tambo                                                          |
| LAM Mozambique Airlines | - Beira, - Johannesbourg OR Tambo, - Lichinga, - Maputo, - Nampula, - Quélimane |
| Moçambique Expresso     | Maputo                                                                          |

Édité le 04/10/2017  Actualisé le 4/11/2023